# Comté de Cherokee (Kansas)
Pour les articles homonymes, voir Comté de Cherokee.
Le comté de Cherokee est l’un des 105 comtés de l’État du Kansas, aux États-Unis, à la frontière avec le Missouri et l’Oklahoma. Il a été fondé le 18 février 1860.
Siège : Columbus. Plus grande ville : Baxter Springs.

## Géolocalisation
|                           | Comté de Crawford         |                            |
| Comté de Labette          | Comté de Cherokee         | Comté de Jasper (Missouri) |
| Comté de Craig (Oklahoma) | Comté d’Ottawa (Oklahoma) | Comté de Newton (Missouri) |